# Xenia Buri
Xenia Buri (* 9. Januar 2008) ist eine Schweizer Sprint- und Hürdenläuferin.

## Biographie
Xenia Buri spielte zuerst Tennis, wechselte dann mangels Interesse zur Mädchenriege, in welcher sie erstmals mit der Leichtathletik in Kontakt kam. Und weil ihr das so gut gefiel, folgte bald schon der Wechsel zum Leichtathletik Club Kirchberg, wo sie noch heute trainiert. Ihr Trainer ist Daniel Ritter.
Die Leichtathletin wohnt in Bätterkinden und absolviert das Sportgymnasium Neufeld in Bern.

## Karriere
Mit sieben Jahren gewann Buri erstmals den UBS Kids Cup, später triumphierte sie auch im Visana Sprint – den beiden Nachwuchsprojekten von Swiss Athletics, an denen einst auch Mehrkampf-Hallen-Weltmeister Simon Ehammer und Stabhochsprung-Europameisterin Angelica Moser brillierten.
Im Januar 2025 stellte sie in den Disziplinen 60m und 60m Hürden jeweils einen neuen Schweizer U18-Rekord auf. Damit überbot sie die Zeiten von Mujinga und Ditaji Kambundji. Ihre beiden Rekorde vom Januar hat Buri mittlerweile nochmals verbessert: Sie liegt aktuell bei 7,21 Sekunden im 60-Meter-Lauf und 8,16 Sekunden im 60-Meter-Hürdenlauf.
Beim Europäischen Olympischen Sommer-Jugendfestival in Skopje gewann sie jeweils Silber über 100 m sowie mit der Medley Staffel.

## Bisherige Erfolge
Saison 2025
- 5. Rang Elite Indoor-Schweizermeisterschaften 60 m
- U18/U20 Indoor-Schweizerrekord 60 m
- U18 Indoor-Schweizerrekord 60 m Hürden

Saison 2024
- 11. Rang U18 Europameisterschaften 100 m in Banska Bystrica
- 1. Rang U18 Outdoor-Schweizermeisterschaften 100 m
- 1. Rang U18 Outdoor-Schweizermeisterschaften 100 m Hürden
- U18 Schweizerrekord in der 4 × 100 m Staffel
- Aufnahme Swiss Starters Future Nationalkader

Saison 2023
- 1. Rang U16 Indoor-Schweizermeisterschaften 60 m
- 1. Rang U16 Indoor-Schweizermeisterschaften 60 m Hürden
- 1. Rang U16 Indoor-Schweizermeisterschaften Weitsprung

Saison 2022
- 1. Rang U16 Indoor-Schweizermeisterschaften 60 m
- 1. Rang U16 Indoor-Schweizermeisterschaften 60 m Hürden
- 1. Rang U16 Outdoor-Schweizermeisterschaften 80 m
- 1. Rang U16 Outdoor-Schweizermeisterschaften 80 m Hürden
- 1. Rang UBS Kids Cup CH-Final W14 mit Allzeitbestleistung
- 1. Rang Visana Sprint Final W14